# Rhabdoblatta procera
Rhabdoblatta procera är en kackerlacksart som först beskrevs av Brunner von Wattenwyl 1865.  Rhabdoblatta procera ingår i släktet Rhabdoblatta och familjen jättekackerlackor. Inga underarter finns listade i Catalogue of Life.